# Alladi Ramakrishnan
Alladi Ramakrishnan (* 9. August 1923 in Madras; † 7. Juni 2008 in Gainesville (Florida)) war ein indischer theoretischer Physiker und mathematischer Statistiker.

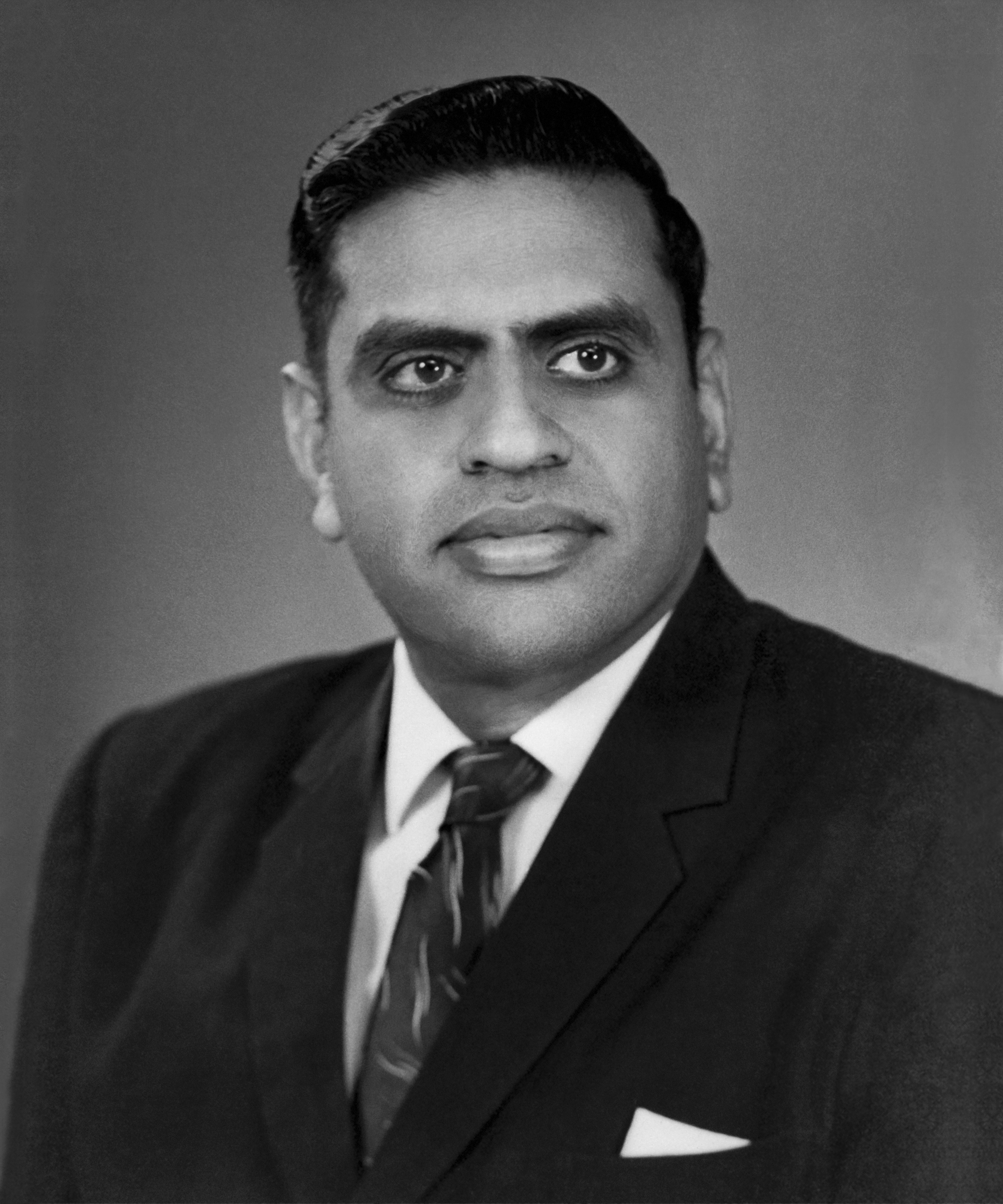
Alladi Ramakrishnan (1959)

## Leben
Er war der Sohn des Juristen Alladi Krishnaswami Iyer (1883–1953), der Advocate-General von Madras und Richter am Supreme Court of India war und sich wesentlich an der Schaffung der Verfassung Indiens beteiligte. Sein älterer Bruder Alladi Kuppuswami (* 1920) war Chief Justice am Andhra Pradesh High Court.
Ramakrishnan studierte am Presidency College in Madras mit dem Bachelor-Abschluss in Physik. Danach arbeitete bei Homi Jehangir Bhabha am Tata Institute of Fundamental Research und ging 1949 an die University of Manchester, wo er 1951 bei M. S. Bartlett mit einer Arbeit über Wahrscheinlichkeitstheorie (Size-Frequency Distribution of Penetrating Showers) promoviert wurde. 1957/58 war er am Institute for Advanced Study. Das inspirierte ihn dazu, ein ähnliches Institut in Indien zu gründen. Nach der Rückkehr nach Madras lehrte er an der Universität und hielt privat Seminare auf seinem Familiensitz. 1962 gründete er mit Unterstützung von Jawaharlal Nehru (und mit einer Empfehlung von Niels Bohr, als dieser Indien besuchte) das Institute of Mathematical Sciences in Madras (Chennai), das dem Presidency College angeschlossen war. Zur Eröffnung erhielt Subrahmanyan Chandrasekhar eine Ehrenprofessur. Er starb beim Besuch seines Sohnes Krishnaswami Alladi in Florida, der Mathematikprofessor an der University of Florida ist.
Zu seinen Doktoranden gehört A. P. Balachandran.

## Schriften
- Probability and Stochastic Processes, in: Siegfried Flügge: Handbuch der Physik, Band 3-2, 1959
- Elementary Particles and Cosmic Rays, Pergamon Press 1962
- L-matrix theory or Grammar of Dirac matrices, Tata Publ., McGraw Hill 1972
- Special Relativity, East-West Books, Madras 2005
- The Alladi diary, 2 Bände, East-West Books, Madras 2000, 2003